# Emanuele Garda
Emanuele Garda (Elkorn, 7 agosto 1890 – Ivrea, 12 dicembre 1970) è stato un ciclista su strada italiano.
Fu un atleta dell'epoca eroica del ciclismo e ottenne le sue uniche affermazioni nel 1911, aggiudicandosi il Giro della Campania e la Coppa del Re. Fu poi terzo nei Campionati italiani nel 1913.

## Palmarès
- 1911 (Individuale, tre vittorie)

Coppa del Re
1ª tappa Giro di Campania (Napoli > Campobasso)
Classifica generale Giro di Campania